# Metropolregion Thessaloniki
Die Metropolregion Thessaloniki ist ein Ballungsraum im Norden Griechenlands in der Region Zentralmakedonien. Nach der Metropolregion Attika, die Athen enthält, ist sie die zweitgrößte Metropolregion beziehungsweise zweitgrößter städtischer Ballungsraum in Griechenland.
Sie setzt sich zusammen aus ihrem Zentrum, der Stadt beziehungsweise der Gemeinde Thessaloniki, und den umgrenzenden Gemeinden, die allesamt zum Regionalbezirk Thessaloniki gehören. Die Metropolregion Thessaloniki erstreckt sich im Nordwesten, Norden, Nordosten, Osten, Südosten, Süden und Südwesten um die Stadt Thessaloniki herum. Nach Westen hin begrenzt der Thermaische Golf die Ausdehnung der Metropolregion. Im Osten und Südosten begrenzt der Gebirgszug des Chortiatis die Ausdehnung.
Traditionell wurde die Metropolregion Thessaloniki lediglich als Gebiet der Stadt Thessaloniki und der unmittelbar angrenzenden 12 Stadt- und Landgemeinden aufgefasst.
1913 hatte Thessaloniki 157.889 Einwohner. 1961 umfasste der Siedlungskomplex und damit die Metropolregion Thessaloniki 380.648 Einwohner, 1971 557.360 Einwohner. 1971 bestand die Metropolregion Thessaloniki aus der Stadtgemeinde Thessaloniki, fünf weiteren Stadtgemeinden und neun Landgemeinden. Seit der Mitte der 1990er Jahre ist die Metropolregion Thessaloniki einem starken Trend zur Zersiedelung ausgesetzt: Gemeinden und Siedlungen, welche zuvor ländlich geprägt waren, entwickelten und entwickeln sich weiterhin in Vororte und Schlafstädte. So wurden elf weitere Stadt- und Landgemeinden der Metropolregion Thessaloniki neben den 13 ursprünglichen zugerechnet.
Im Gebiet der ehemaligen Gemeinde Mikra (im Südwesten von Thessaloniki) liegt auch der internationale Flughafen von Thessaloniki.

## Liste der Gemeinden der Metropolregion
Im Zuge der Verwaltungsreform 2010 wurden zahlreiche Gemeinden in Griechenland fusioniert, die alten Gemeinden bilden seither deren Gemeindebezirke. 2014 bezeichnete sich der gesamte Regionalbezirk als ‚Metropolbezirk Thessaloniki‘ (Mitropolitiki Enotita Thessalonikis).

Lage in Zentralmakedonien:
und Thessaloniki

| Gemeinde              | Einwohner 2011 | Fläche in km² | Ew./km² |
| --------------------- | -------------- | ------------- | ------- |
| Neapoli-Sykies        | 84.741         | 12,494        | 6.783   |
| Ambelokipi-Menemeni   | 52.127         | 10,252        | 5.085   |
| Pavlos Melas          | 99.245         | 24,151        | 4.109   |
| Kordelio-Evosmos      | 101.753        | 13,365        | 7.613   |
| Kalamaria             | 91.518         | 6,519         | 14.039  |
| Pylea-Chortiatis      | 70.110         | 156,301       | 449     |
| Thessaloniki          | 325.182        | 19,676        | 16.527  |
| Stadtregion gesamt    | 824.676        | 242,758       | 3397    |
| Delta                 | 45.839         | 307,892       | 149     |
| Thermaikos            | 50.264         | 133,811       | 376     |
| Oreokastro            | 38.317         | 218,312       | 176     |
| Thermi                | 53.201         | 382,910       | 139     |
| Metropolregion gesamt | 1.012.297      | 1.285,683     | 787     |